# Calanthe speciosa
Calanthe speciosa är en orkidéart som först beskrevs av Carl Ludwig von Blume, och fick sitt nu gällande namn av John Lindley. Calanthe speciosa ingår i släktet Calanthe och familjen orkidéer. Inga underarter finns listade i Catalogue of Life.